# Distrito de Mandi
Mandi (en hindi; मंडी जिला) es un distrito de la India en el estado de Himachal Pradesh. Código ISO: IN.HP.MA.
Comprende una superficie de 3 950 km².
El centro administrativo es la ciudad de Mandi.

## Demografía
Según censo 2011 contaba con una población total de 999 518 habitantes, de los cuales 502 731 eran mujeres y 496 787 varones.